# Абу-Калькаль
Абу-Калькаль (араб. أبو قلقل‎), также известен как Кубаб-Абу-Калькаль — небольшой город на севере Сирии, расположенный на территории мухафазы Халеб. Входит в состав района Манбидж. Является административным центром одноимённой нахии.

## Географическое положение
Город находится в северо-восточной части мухафазы, к западу от реки Евфрат, на высоте 508 метров над уровнем моря.

Абу-Калькаль расположен на расстоянии приблизительно 76 километров к востоко-северо-востоку (ENE) от Алеппо, административного центра провинции и на расстоянии 356 километров к северо-северо-востоку (NNE) от Дамаска, столицы страны.

## Население
По данным официальной переписи 2004 года численность населения города составляла 2742 человек (1427 мужчин и 1315 женщин).

## Транспорт
Ближайший гражданский аэропорт расположен в турецком городе Газиантеп.